# Kupferstich-Kabinett

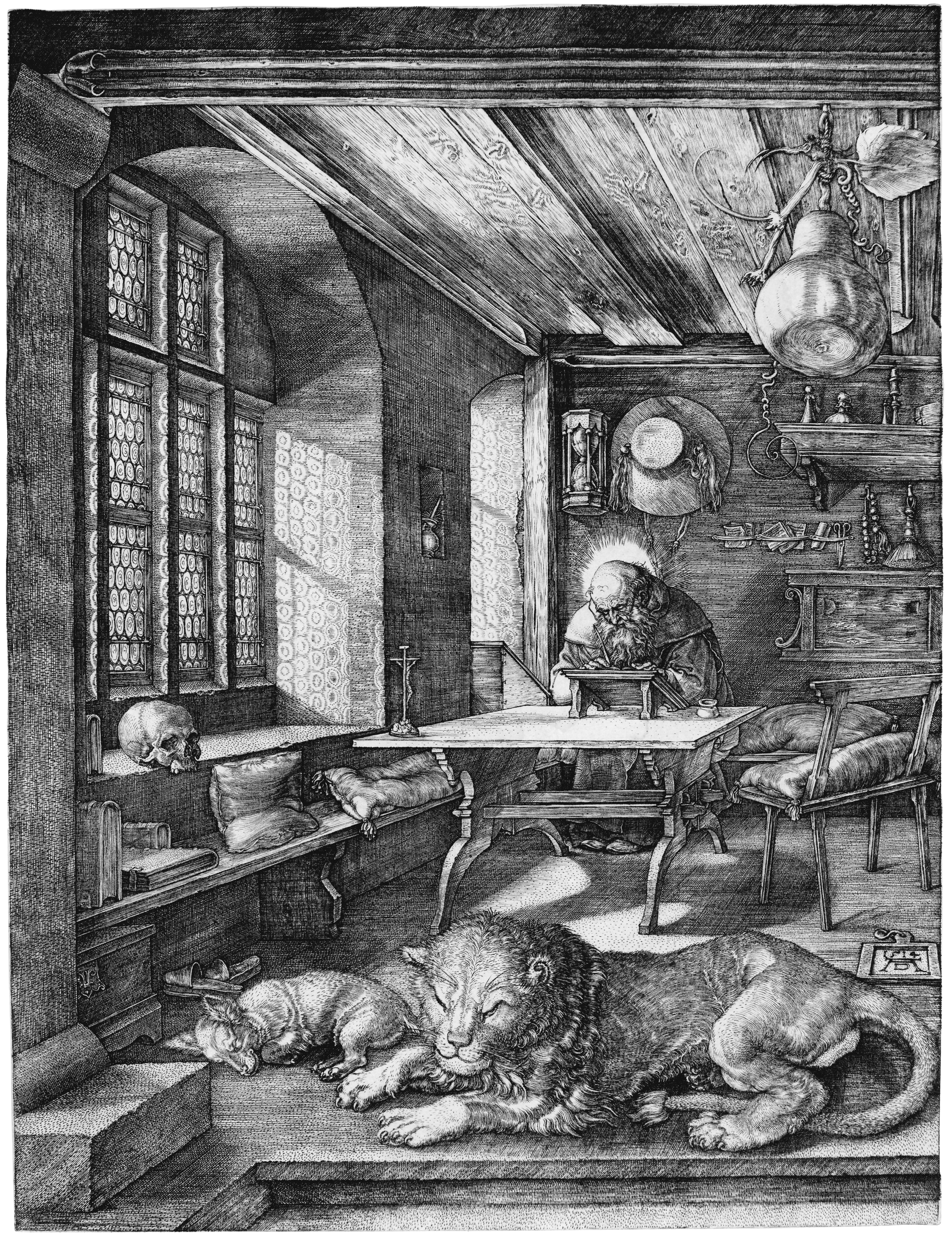
San Gerolamo nel suo studio (Dürer), incisione di Albrecht Dürer, 1514.

Il Kupferstich-Kabinett (Collezione di stampe, disegni e fotografie) è un museo, che dal 2004, è ospitato nel Castello di Dresda in Germania.

## Storia
Come molte delle collezioni di Dresda, questo museo ebbe la sua origine ad opera del Principe-elettore di Sassonia. La sala d'arte della Casata di Wettin, fondata intorno al 1560, divenne un museo indipendente di stampe e disegni nel 1720. e fu ampliata nei secoli seguenti. Ora si considera come il più antico museo di arti grafiche nel mondo di lingua tedesca.
Poiché la maggior parte degli oggetti era stata trasferita al Castello di Weesenstein nelle prime fasi di seconda guerra mondiale, la collezione fu salvata dal bombardamento di Dresda nel febbraio del 1945. Le perdite durante la seconda guerra mondiale furono molto elevate e valutabili intorno a 50.000 pezzi ancora mancanti. La maggior parte dei quadri esposti vennero portati in Unione Sovietica, dopo la fine della guerra, e non tornarono a Dresda fino ai tardi anni 1950, e alcuni vennero esposti nel museo dell'Albertinum.

## Collezione

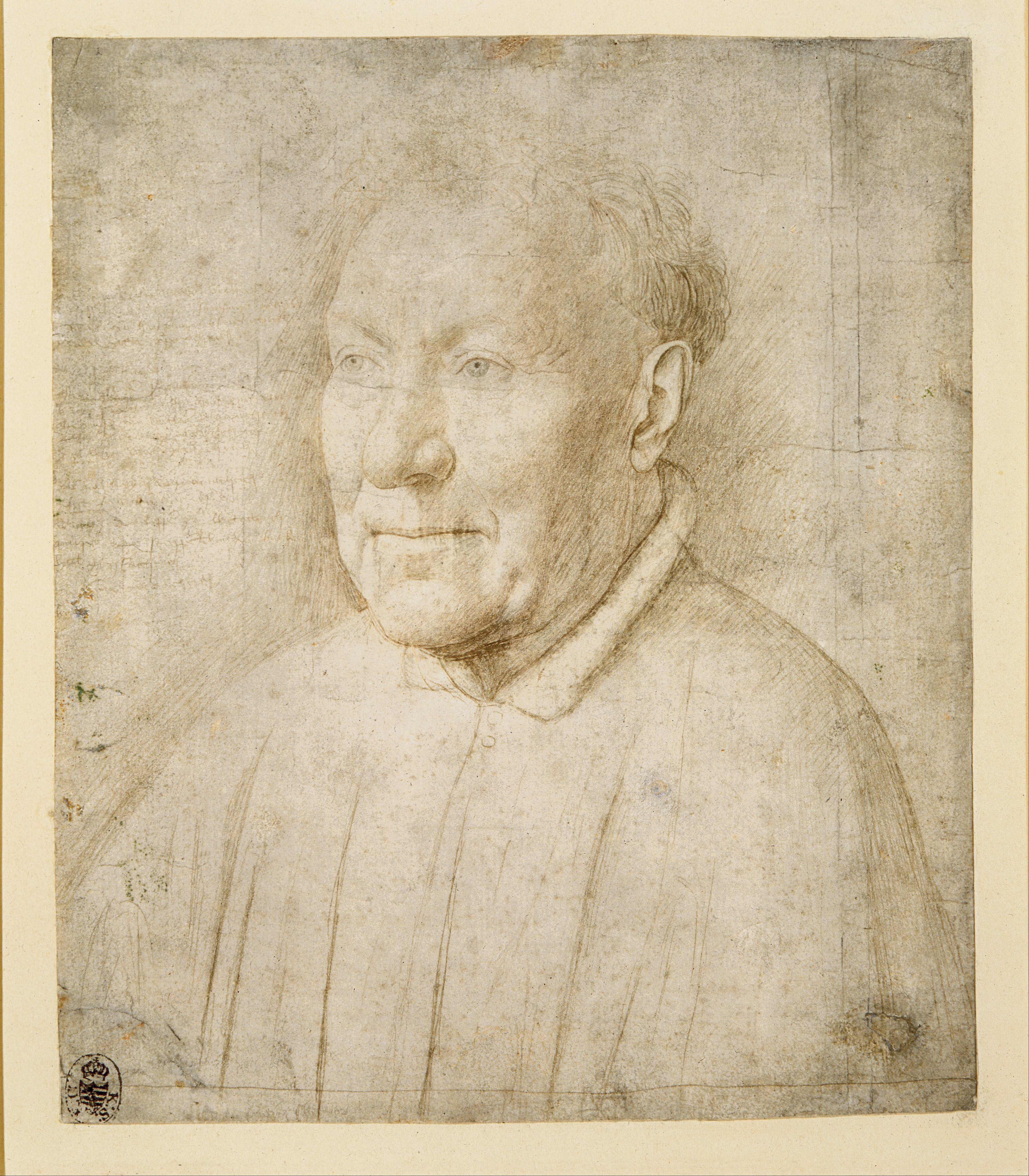
Studio per il Cardinal Niccolò Albergati, attribuito a Jan van Eyck, c. 1431

La collezione comprende oltre 500.000 opere, solo una parte delle quali può essere esposta. Sono opere di Lucas Cranach il Vecchio, Albrecht Dürer, Jan van Eyck, Francisco Goya, Hans Holbein il Giovane, Michelangelo, Rembrandt e Peter Paul Rubens. Vi anche un gran numero di opere di artisti con forti legami con Dresda, come Caspar David Friedrich, Ludwig Richter, Georg Baselitz e Johannes Heisig. La collezione di Käthe Kollwitz, ebbe inizio nel 1898 e nel 2019 conta oltre 200 opere di disegni e grafica.
Oltre alla mostra permanente, il Kupferstichkabinett ospita anche mostre temporanee con le sue opere e quelle avute in prestito da altri importanti musei.